# (32635) 2001 SN
(32635) 2001 SN est un astéroïde de la ceinture principale d'astéroïdes découvert en 2001.

## Description
(32635) 2001 SN a été découvert le 16 septembre 2001 à l'observatoire de Fountain Hills, une localité du comté de Maricopa en Arizona (États-Unis), par Fountain Hills.

### Caractéristiques orbitales
L'orbite de cet astéroïde est caractérisée par un demi-grand axe de 2,58 ua, un périhélie de 2,04 ua, une excentricité de 0,21 et une inclinaison de 0,51° par rapport à l'écliptique. Du fait de ces caractéristiques, à savoir un demi-grand axe compris entre 2 et 3,2 ua et un périhélie supérieur à 1,666 ua, il est classé, selon la JPL Small-Body Database, comme objet de la ceinture principale d'astéroïdes.

### Caractéristiques physiques
(32635) 2001 SN a une magnitude absolue (H) de 14,7 et un albédo estimé à 0,113.